# Río Karún
El río Karún o Karun, también transliterado como Karūn y Karoun (en persa, كارون;  Rūd-e Kārūn;  antiguamente Ulai o Eulaeus) es el río más caudaloso de Irán y el único navegable. Tiene 720 km de largo, aunque la distancia entre su fuente y la desembocadura en línea recta es de apenas solamente 335 km. Nace en las montañas Zard Kuh del distrito Bajtiari en los montes Zagros, recibiendo muchos afluentes, como los ríos Vanak,  Bazuft, Kersan y Dez, antes de pasar a través de la capital de la provincia iraní de Juzestán, la ciudad de Ahvaz. 
El Karún sigue en dirección al golfo Pérsico, dividiéndose en dos ramas principales en su delta: el Bahmanshir y el Haffar que se unen al río Shatt al-Arab (Arvand Rud en persa), que desagua finalmente en el golfo Pérsico. La importante isla de Abadán se encuentra entre estas dos ramas del Karun. La ciudad portuaria de Khorramshahr está separada de la isla de Abadán por el ramal Haffar.

## Historia

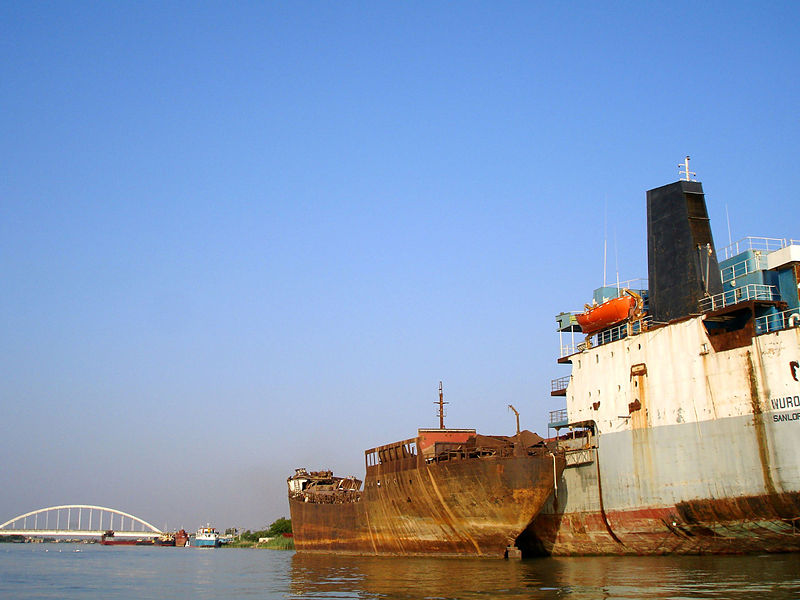
Barcos abandonados y un puente sobre el Karún en Khorramshahr.

En dos de las varias teorías que compiten sobre los orígenes y la localización del Jardín del Edén el Karún se cree que es el río Gihón que está descrito en el libro bíblico del Génesis. La más fuerte de estas teorías propuesta por el arqueólogo Juris Zarins ubica el Jardín del Edén en la punta norte del Golfo Pérsico, alimentado por los cuatro ríos Tigris, Éufrates, Gihon (Karún) y Pisón (Wadi Al-Batin).
El nombre del río deriva de la cumbre montañosa donde nace: Kuhrang.
En el famoso documental filmado Grass: A Nation's Battle for Life (1925) se narra la historia de la tribu Bajtiari cruzando este río con 50.000 personas y 500.000 animales.
Fue aquí durante la Guerra entre Irán e Irak que los iraníes detuvieron el primer avance iraquí. Con sus limitados recursos militares, descubrió sus asaltos de "ola humana" que usó a miles de voluntarios del Basij (Ejército de Movilización Popular o Ejército del Pueblo).

## Embalses

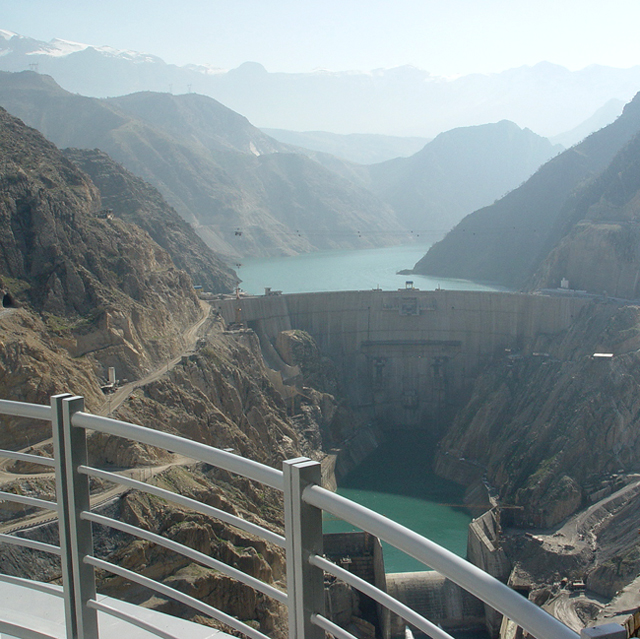
Karún 3, finalizada en 2005

En el río Karún se han construido, o están en construcción, varias presas:
- Embalse de Shahid Abbaspour
- Embalse de Karún-3
- Embalse de Karún-4
- Embalse de Masjed Soleyman
- Embalse de Gotvand